# Janko Barle
Janko Barle, slovenski rimokatoliški duhovnik, (glasbeni) zgodovinar, muzikolog publicist, etnobotanik, * 12. marec 1869, Budanje, † 18. februar 1941, Zagreb.

## Življenje in delo
Oče mu je bil Ivan, mati mu je bila Ivana (roj. Sterniša).
S svojim očetom, učiteljem, se je 1872 preselil v belokranjski Podzemelj, končal 1884 nižjo gimnazijo v Novem mestu, odšel nato v Karlovec, višjo gimnazijo in bogoslovje pa 1892 končal v Zagrebu; nato je nekaj časa kaplanoval v 
Garešnici, 1893 pa stopil v nadškofijsko pisarno v Zagrebu in bil od 1913 tajnik zagrebške nadškofije, od 1916 kanonik stolnice v Zagrebu, ravnatelj nadškofijske tiskarne in predsednik Cecilijskega društva za hrvaške škofije.
Pisateljevati je začel že zgodaj. Prva leta je v slovenske liste redno poročal o hrvaških in srbskih knjižnih novostih in v letih 1897–99 objavil par krajših črtic. Bil je tudi dopisnik Slovana, Zvona in  Slovenca (črtice in prevodi iz češčine). V Izvestjih Muzejskega društva za Kranjsko je 1893 do 1905 napisal vrsto zgodovinskih, v Domu in svetu (1892, 1899) in Ljudski mladini Slovenije (1889–93) pa narodopisnih prispevkov. Od 1895 je pretežno pisal v hrvaške liste, posebno članke iz hrvaške cerkvene zgodovine. Leta 1921 je postal dopisni član Hrvaške akademije znanosti in umetnosti. Kot glasbeni zgodovinar je raziskoval starejšo hrvaško in slovensko glasbo. Napisal je številne razprave; med drugim o zborniku latinskih in hrvaških cerkvenih pesmi v 3 izdajah (Cithara octochorda), razpravi o Pavlinski pesmarici in o Antonu Foersterju. Dolga leta je bil urednik glasbene revije Sv. Cecilija in predsednik Cecilijinega društva. V delu Prinosi slovenskim nazivima bilja je iz številnih virov zbral slovenska rastlinska imena, pri tem pa navedel tudi vire oziroma kraje, od koder so bila.
Barle je posebno podpiral gradiščanskohrvaške učence, njegov prijatelj je bil pisatelj Martin Borenić.